# Olympische Sommerspiele 2000/Teilnehmer (Turkmenistan)
| Gelbes Symbol für Goldmedaillen mit stilisierten Olympischen Ringen | Graues Symbol für Silbermedaillen mit stilisierten Olympischen Ringen | Braundes Symbol für Bronzemedaillen mit stilisierten Olympischen Ringen |
| ------------------------------------------------------------------- | --------------------------------------------------------------------- | ----------------------------------------------------------------------- |
| —                                                                   | —                                                                     | —                                                                       |

Turkmenistan nahm an den Olympischen Sommerspielen 2000 in der australischen Metropole Sydney mit acht Athleten, vier Frauen und vier Männern, in sechs Sportarten teil.
Nach 1996 war es die zweite Teilnahme des asiatischen Staates an Olympischen Sommerspielen.

## Flaggenträger
Der Diskuswerfer Çary Mämmedow trug die Flagge Turkmenistans während der Eröffnungsfeier im Stadium Australia.

## Teilnehmer nach Sportarten

### Gewichtheben
- Ümürbek Bazarbaýew
Federgewicht: Wettkampf nicht beendet

### Judo
- Galina Atayeva
Frauen, Superleichtgewicht: 13. Platz

- Galina Atayeva
Frauen, Halbschwergewicht: 13. Platz

### Leichtathletik
- Çary Mämmedow
Diskuswerfen: In der Qualifikation ausgeschieden

- Viktoriya Brigadnaya
Frauen, Dreisprung: 13. Platz

### Ringen
- Nepes Gukulov
Federgewicht, griechisch-römisch: 10. Platz

### Schießen
- Igor Pirekeyev
Kleinkaliber liegend: 7. Platz

### Tischtennis
- Aida Steşenko
Frauen, Einzel: 49. Platz